# Зелене (Дубенський район)
Зеле́не (до 1959 року — Людгардівка) — село в Україні,  у Привільненській сільській громаді Дубенського району Рівненської області. Населення становить 238 осіб.

## Розташування
Відносилося до Іваннівської с/р та знаходиться на трасі Е85 Брест — Чернівці. Територією села також проходить автошлях О 180410.
Межує із селами Іваннє, Бортниця, Привільне та Панталія.

## Історія
У 1863-му, на цю підросійську територію
переселилася перша група селян із Чехії — 17 сімей. У Дубенському повіті вони заснували поселення Людгардівку.
У 1906 році поселення Людгардівка Дубенської волості Дубенського повіту Волинської губернії. Відстань від повітового міста 6 верст, від волості 7. Дворів 20, мешканців 233.
7 (20) листопада 1917 року, відповідно до Третього Універсалу Української Центральної Ради, увійшло до складу Української Народної Республіки.
На 1936 рік село входило до ґміни Дубно Дубенського повіту. 
12 червня 2020 року, відповідно до розпорядження Кабінету Міністрів України № 722-р від «Про визначення адміністративних центрів та затвердження територій територіальних громад Рівненської області», увійшло до складу Привільненської сільської громади.
19 липня 2020 року, в результаті адміністративно-територіальної реформи та ліквідації  Дубенського (1939—2020) району, село увійшло до складу новоутвореного Дубенського району.

## Населення

### Мова
Розподіл населення за рідною мовою за даними перепису 2001 року:
| Мова       | Кількість | Відсоток |
| ---------- | --------- | -------- |
| українська | 238       | 100%     |